# VfL 보훔
VfL 보훔(VfL Bochum 1848 e.V.)는 보훔에 위치한 루르슈타디온을 근거로 하는 독일의 축구 클럽이다.
이 축구단은 1848년 창단되었다. 2. 분데스리가 2020-21 시즌에서 우승 후 2021-22 시즌에 분데스리가로 승격하였다.

## 선수 명단

### 현재 선수 명단
2025년 7월 14일 기준
참고: FIFA 자격 규정에 따라 소속된 국가대표팀 국기를 표시합니다. 선수는 복수의 FIFA 비회원국 국적을 가지고 있을 수 있습니다.
| 번호 | 포지션 | 국적       | 이름              |
| ---- | ------ | ---------- | ----------------- |
| 1    | GK     |            | 티모 호른         |
| 4    | DF     | 세르비아   | 에르한 마쇼비치   |
| 6    | MF     | 말리       | 이브라히마 시소코 |
| 7    | DF     |            | 케빈 포크트       |
| 11   | MF     |            | 모리츠 콰르텡     |
| 15   | DF     |            | 펠릭스 파슬라크   |
| 16   | MF     |            | 니클라스 얀       |
| 18   | FW     |            | 사무엘 밤바       |
| 17   | MF     | 필리핀     | 게리트 홀트만     |
| 19   | MF     | 슬로바키아 | 마투시 베로       |

| 번호 | 포지션 | 국적 | 이름              |
| ---- | ------ | ---- | ----------------- |
| 23   | MF     |      | 미요시 고지       |
| 24   | MF     |      | 마츠 파네비히     |
| 28   | MF     |      | 레나르트 쾨르트   |
| 29   | FW     |      | 모리츠 브로신스키 |
| 32   | DF     |      | 막시밀리안 비테크 |
| 33   | FW     |      | 필리프 호프만     |
| 34   | MF     |      | 카예탄 렌즈       |

### 임대 선수 명단
참고: FIFA 자격 규정에 따라 소속된 국가대표팀 국기를 표시합니다. 선수는 복수의 FIFA 비회원국 국적을 가지고 있을 수 있습니다.
| 번호 | 포지션 | 국적 | 이름                            |
| ---- | ------ | ---- | ------------------------------- |
| —    | GK     |      | 니클라스 티데 (SSV 울름로 임대) |

## 역대 감독
| 감독                | 임기        |
| ------------------- | ----------- |
| 라인하르트 자프티히 | 1989 ~ 1991 |
| 클라우스 토프묄러   | 1994 ~ 1999 |

## 역대 성적
- DFB-포칼
  - 준우승: 1968, 1988
- 2 분데스리가 우승 4회
  - 우승: 1994, 1996, 2006, 2021
- UEFA컵
  - 참가: 1997/1998, 2004/2005